# Рождественський Всеволод Петрович
Все́волод Петро́вич Рожде́ственський (2 липня 1918, Полтава — 3 березня 1985, Київ) — український композитор. Заслужений діяч мистецтв УРСР (1970). Нагороджений орденом «Знак пошани».

## Життєпис
Народився в Полтаві, де навчався в школі № 10. Потім учився у Харківській (в класі С. Богатирьова) і Київській (у класі Л. Ревуцького, закінчив у 1941 р.) консерваторіях.

Могила Всеволода Рождественського, Байкове кладовище

Учасник німецько-радянської війни. У 1945—1985 рр. — головний диригент і завідувач музичної частини Київського драматичного театру ім. І. Франка, написавши музику до низки його вистав.
Головні твори — музичні комедії («Пісня про щиру любов», «Сонячним шляхом», «За двома зайцями» за комедією М. Старицького (1954), «Черевички» за М. Гоголем, «Жайворонки» (1977) та ін.). Крім того, написав концерт для скрипки з оркестром, два струнні квартети (другий 1965 — пам'яті Т. Шевченка), солоспіви, хорові твори, пісні, в тому числі «Пісня про Хрущова» (сл. Г.Плоткіна) і «Хвиля дніпровська» (сл. Б.Палійчука).
Помер на 67-му році життя 3 березня 1985 року. Похований разом із родиною на Байковому кладовищі (ділянка № 47а, 50°25′0.51″ пн. ш. 30°30′1.34″ сх. д. / 50.4168083° пн. ш. 30.5003722° сх. д.).

## Фільмографія
- «Команда з нашої вулиці» (1953)
- «Стьопа-капітан» (1953)
- «Сто тисяч» (1958, фільм-спектакль)
- «Веселка» (1959)
- «Його покоління» (1959)
- «Безталанна» (1966, фільм-спектакль)
- «Зла доля» (1969)
- «Для домашнього вогнища» (1970)
- «Дві сім'ї» (1978, фільм-спектакль)